# 三國志姜維傳
《三國志姜維傳》是台灣批踢踢實業坊網民「ratchet」以《三國志曹操傳》來製作的同人遊戲，以三國蜀漢將領姜維為主角，描寫較為冷門的三國後期歷史蜀漢的處境。

## 特色
故事劇情參考了大量關於魏晉時期的歷史典籍與現代考證論文，也適度的融入了一些虛構劇情與人物。劇情走向分為符合史實魏滅蜀之戰的歷史路線，以及假設姜維成功識破鄧艾偷襲涪城的幻想路線，整體劇情有著人文主義的氣息。和一般遊戲主流的武力征服三國不同，脫離了勇猛英雄的框架，描繪蜀漢內部各族群之間的心理和情感衝突，強調族群與人性之間交織的問題與解決之道，並從中探討了若擁有無上的公權力該如何慎用。